# 휴양림
휴양림(休養林)은 대한민국 정부부서인 산림청에서 운영하는 국립휴양림과 지방자치단체가 운영하는 지역휴양림(혹은 공유휴양림) 그리고 개인이 운영하는 사설휴양림이 있다. 대한민국 전국에 휴양림은 모두 121곳으로서, 국립 휴양림이 38개, 공유 휴양림이 66개, 사유 휴양림이 17개다. 국립휴양림은 숲속의집, 오토캠프, 휴양관, 연립동의 형태로 숙박시설을 운영하며 좋은 자연환경속에 저렴한 가격으로 시설을 운영하고 있어서 도시민들에게 각광받고 있다. 휴양림마다 숙소로 이용되는 통나무집을 여러 채 두고 있다. 국유 휴양림은 여름시즌(7~8월)에 추첨을 해서 방을 준다. 공유 휴양림과 사유 휴양림은 선착순이다.

## 지역별 휴양림
운주산 승마자연휴양림은 영천시가 임고면 황강리 73ha의 소나무 숲에 56억원을 들여 조성한 곳으로서, 숲속에서 쉬며 승마도 즐길 수 있다.
청태산 자연휴양림은 해발 1,200m의 청태산 정상의 서남쪽에 위치하며, 인공림과 천연림으로 구성된 산림을 바탕으로 한 국유림경영시범단지이다. 숲속에는 각종 야생동식물이 고루 서식하고 있다. 영동고속도로 신갈기점 강릉방향 127.5 km(서울에서 162km) 지점에 위치하고 있다. 주변에는 치악산, 오대산국립공원과 스키장(성우리조트, 휘닉스파크) 등이 있다. 청소년의 심신수련을 위한 임간수련장, 잣나무 숲속의 산림욕장 이 마련되어 있다.
삼봉 자연휴양림은 1992년 산림청에서 2140만m2의 넓은 임야에 1일 최대 1500 명을 수용할 수 있도록 조성되었다. 삼봉은 오대산국립공원 북서쪽의 해발 1240m 의 가칠봉, 1155m의 응복산, 1107m의 사삼봉 이렇게 3개의 봉우리를 뜻한다. 천연림이며 전나무, 주목, 분비나무 등의 침엽수와 거제수나무, 박달나무 등 활엽수가 조화를 이루었다. 삼봉약수터는 철분함유량이 높은 약수가 나오며 오색약수터의 그것과 유사하다.

## 사유휴양림
사유휴양림은 개인이나 기업이 운영하는 곳으로 대전소재의 자연휴양림협회에서 소개하고 있다. 요금이나 서비스도 모두 다르고 지역마다 휴양림마다 모두 특징이 다르므로 각각의 웹사이트에서 내용을 확인하고 예약이 가능하다.